# 祖国は誰れのものぞ
『祖国は誰れのものぞ』（そこくはたれのものぞ、イタリア語: Le quattro giornate di Napoli, 「ナポリの4日間」の意）は、1962年（昭和37年）製作・公開、ナンニ・ロイ監督のイタリア映画である。現在、インターネット上の資料では、日本語題を『祖国は誰のものぞ』（そこくはだれのものぞ）とするものもある。

## 略歴・概要

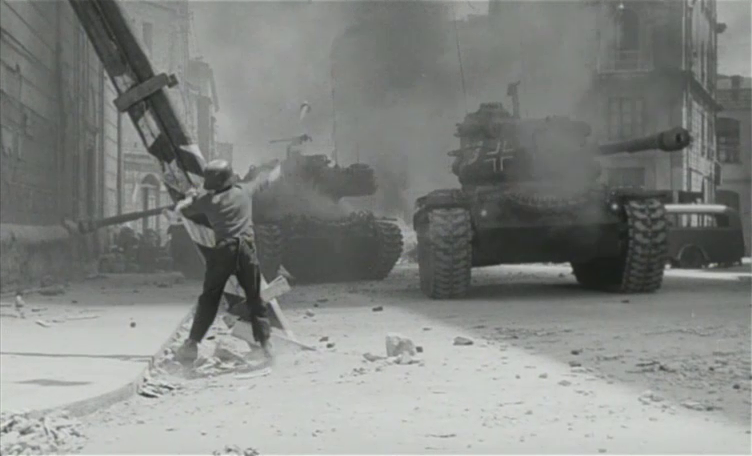
映画の一シーン

第二次世界大戦中の1943年9月27日から9月30日にかけて実際にナポリで起こった占領ドイツ軍に対する民衆蜂起（ナポリの4日間）を題材としている。
本作は、1962年、イタリアのメジャー映画会社ティタヌスが製作、イタリアの映画プロデューサーであるゴッフレード・ロンバルドがプロデュースして製作を開始、パスクァーレ・フェスタ・カンパニーレ、マッシモ・フランチオーザ、ナンニ・ロイ、ヴァスコ・プラトリーニの4人による原案をもとに、カルロ・ベルナーリ、パスクァーレ・フェスタ・カンパニーレ、マッシモ・フランチオーザ、ナンニ・ロイの4人が共同で脚色し、カンパニア州ナポリ県ナポリ市内等でロケーション撮影を行い、完成した。
イタリアでは、ティタヌスが配給して同年11月16日に公開された。世界配給はMGMが行い、英語題を The Four Days of Naples （「ナポリの4日間」の意）とし、翌1963年（昭和38年）以降、アメリカ合衆国で同年3月19日、日本でも同年6月1日に公開された。同年に開催されたナストロ・ダルジェント賞で、最優秀作品監督賞をナンニ・ロイが、脚本賞をカルロ・ベルナーリ、パスクァーレ・フェスタ・カンパニーレ、マッシモ・フランチオーザ、ナンニ・ロイの4人が、助演女優賞をレジーナ・ビアンキが、それぞれ受賞した。また同年4月8日に開催された第35回アカデミー賞で、外国語映画賞にノミネートされた。1964年（昭和39年）4月13日に開催された第36回アカデミー賞でも、脚本賞にノミネートされた。
日本では、上記の公開以来、2011年（平成23年）3月現在に至るまで、DVD等のビデオグラム販売等は行われていない。

## スタッフ・作品データ
- プロデューサー : ゴッフレード・ロンバルド
- 監督 : ナンニ・ロイ
- 原案 : パスクァーレ・フェスタ・カンパニーレ、マッシモ・フランチオーザ、ナンニ・ロイ、ヴァスコ・プラトリーニ （Vasco Pratolini）
- 脚色 : カルロ・ベルナーリ （Carlo Bernari）、パスクァーレ・フェスタ・カンパニーレ、マッシモ・フランチオーザ、ナンニ・ロイ
- 撮影 : マルチェッロ・ガッティ （Marcello Gatti [6]）
- 美術 : ジャンニ・ポリドーリ （Gianni Polidori [7]）
- 編集 : ルッジェロ・マストロヤンニ （Ruggero Mastroianni）
- 音楽 : カルロ・ルスティケッリ
- フォーマット : 白黒映画 - スコープ・サイズ（2.35:1） - モノラル録音

## キャスト
クレジット順
- レジーナ・ビアンキ （Regina Bianchi） - コンチェッタ・カプオッツォ
- アルド・ジュッフレ （Aldo Giuffrè） - ピトレッラ
- レア・マッサリ （Lea Massari） - マリア
- ジャン・ソレル （Jean Sorel） - リヴォルノ人
- フランコ・スポルテッリ （Franco Sportelli） - ロザーティ教授
- シャルル・ベルモン （Charles Belmont） - 水兵

- ジャン・マリア・ヴォロンテ - スティーモロ
- フランク・ヴォルフ （Frank Wolff） - サルヴァトーレ
- ルイジ・デ・フィリッポ （Luigi De Filippo） - チチッロ
- プペッラ・マッジョ （Pupella Maggio） - アルトゥーロの母
- ジョルジュ・ウィルソン - 少年院の舎監
- ラッファエーレ・バルバート （Raffaele Barbato [8]） - アイェッロ
- ドミニコ・フォルマート （Dominico Formato [9]） - ジェンナーロ・カプオッツォ
- クルト・ローヴェンス （Curt Lowens） - サカウ
- エンツォ・トゥルコ （Enzo Turco） - 古参兵

アルファベット順
- シルヴァーナ・ブッツァンカ （Silvana Buzzanca [10]） - 無原罪のマリア
- アントネッラ・デッラ・ポルタ （Antonella Della Porta [11]）
- アドリアーナ・ファッケッティ （Adriana Facchetti） - 苦悶する女性
- アンナ・マリア・フェッレーロ （Anna Maria Ferrero）
- ロザリア・マッジョ （Rosalia Maggio） - 苦悶する女性
- ヴェラ・ナンディ （Vera Nandi [12]）